# محله چینی‌ها (گچساران)
در مرکز شهر گچساران و در شلوغ‌ترین نقطهٔ آن مکانی به نام محله چینی‌ها وجود دارد. البته وجه تسمیه آن به علت سکونت افراد چینی نیست بلکه به خاطر معماری آن است که شباهت زیادی به محله چینی‌ها (محله چینی‌ها مکان‌هایی در کشورهایی غیر از چین که عموماً مردم چینی‌تبار در آن ساکن هستند ) می‌باشد. این کوچه ۳۰۰ متری در مرکز شهر گچساران و در بین پاساژهای سعدی و حافظ قرار دارد. یکی از دلایل رونق این محله اتصال دو خیابان مهم شهر گچساران (بلوار ولی عصر و خیابان بلادیان) است. اما از دلایل دیگر می‌توان به وجود پاساژهای منحصربه‌فرد و بدیع و معماری زیبای آن که ترکیبی از معماری چینی و اسلامی است اشاره کرد.
اسم واقعی این کوچه داروخانه شبانه روزی است.

## منبع
1. ↑  «محله چینی ها در گچساران +عکس». پایگاه خبری تحلیلی بويرنيوز | Boyer News. ۲۰۱۳-۰۲-۲۷. دریافت‌شده در ۲۰۱۹-۱۰-۲۳.